# Saint-Malo-des-Trois-Fontaines
Saint-Malo-des-Trois-Fontaines är en kommun i departementet Morbihan i regionen Bretagne i nordvästra Frankrike. Kommunen ligger i kantonen La Trinité-Porhoët som tillhör arrondissementet Vannes. År 2022 hade Saint-Malo-des-Trois-Fontaines 562 invånare.

## Befolkningsutveckling
Antalet invånare i kommunen Saint-Malo-des-Trois-Fontaines
| Referens: INSEE |